# ラウラ・マンチーニ
ラウラ・マンチーニ（Laura Mancini, 別名Victoire, 1636年 - 1657年2月8日）はヴァンドーム公ルイ2世の妻。フランス語名ではロール（Laure）と呼ばれた。ミケーレ・マンチーニとジェローラマ・マザリーニの長女でマザリネットのうちマンチーニ5人姉妹の長女であり、ジュール・マザラン枢機卿の姪であり、プリンツ・オイゲンの叔母にあたる。
1651年、アンリ4世の孫に当たるヴァンドーム公ルイ2世と結婚。マンチーニ姉妹らの父親の死後、マザラン枢機卿は美しいマンチーニ姉妹を政略結婚に利用し、自分の地位を上げようと企んだ。フランスに引き取られたラウラたちは「美しいマンチーニ姉妹」とフランス宮廷でもてはやされた。

## ラウラの姉妹たち
- オリンピア・マンチーニ（1638年 - 1708年） - ルイ14世愛妾 、後にソワソン伯ウジェーヌ・モーリス・ド・サヴォワ夫人
- マリー・マンチーニ（1639年 - 1715年） - ルイ14世愛妾、コロンナ公子ロレンツォ・オノフリオ夫人
- オルタンス・マンチーニ（1646年 - 1699年） - アルマン＝シャルル・ド・ラ・メイユライエ夫人、後にチャールズ2世愛妾
- マリア・アンナ・マンチーニ（1649年 - 1714年） - ブイヨン公夫人

## 子女
- ルイ・ジョゼフ（1654年 - 1712年） - ヴァンドーム公
- フィリップ（1655年 - 1727年） - ヴァンドーム公
- ジュール・セザール（1657年 - 1660年）

セザールの出産時にラウラは死亡した。夫のヴァンドーム公爵は再婚せず、教会に入り枢機卿となった。彼女の残された2人の息子は、叔母マリア・アンナによって養育された。